# Heipaal

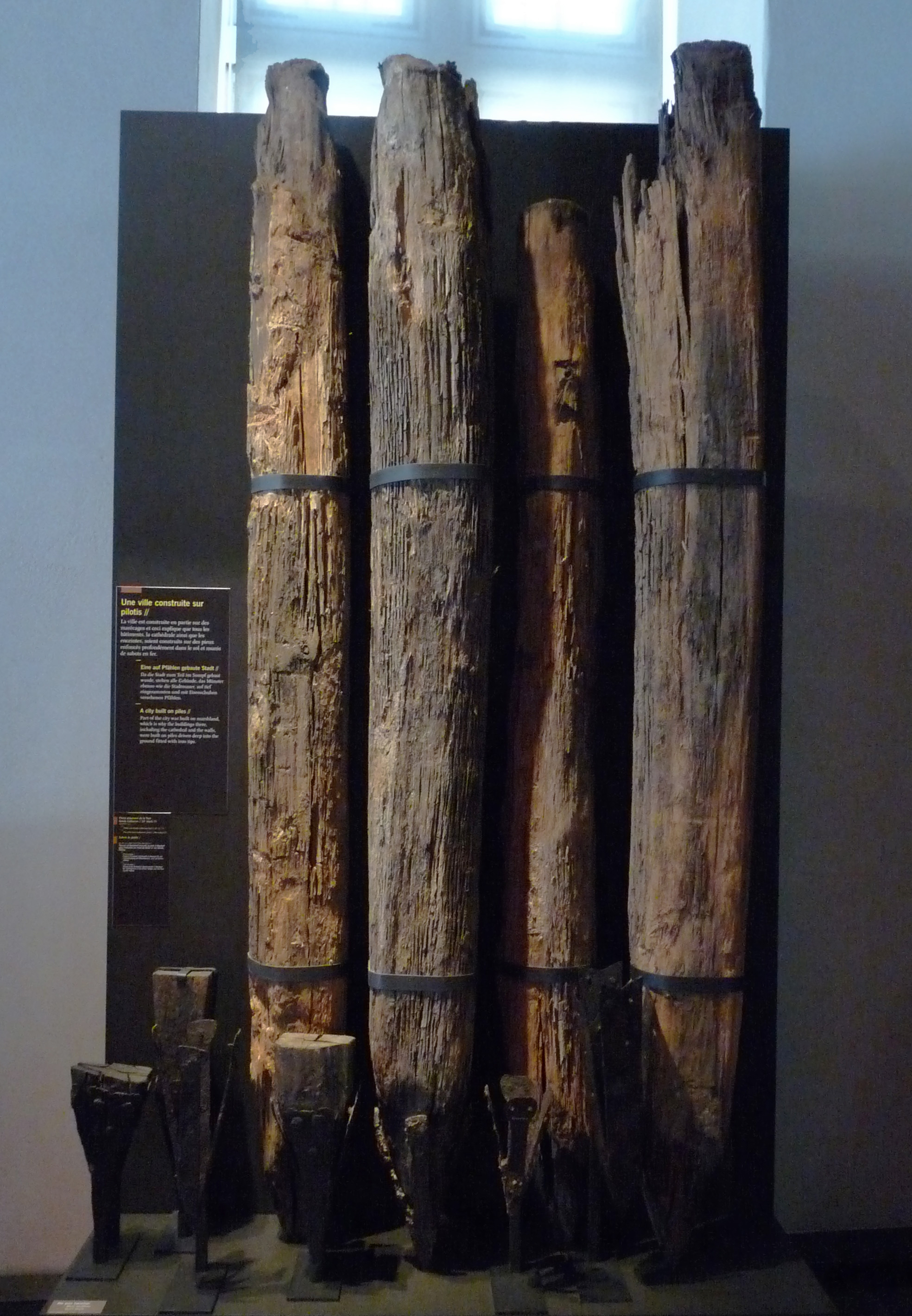
14e-eeuwse, Franse, houten heipalen

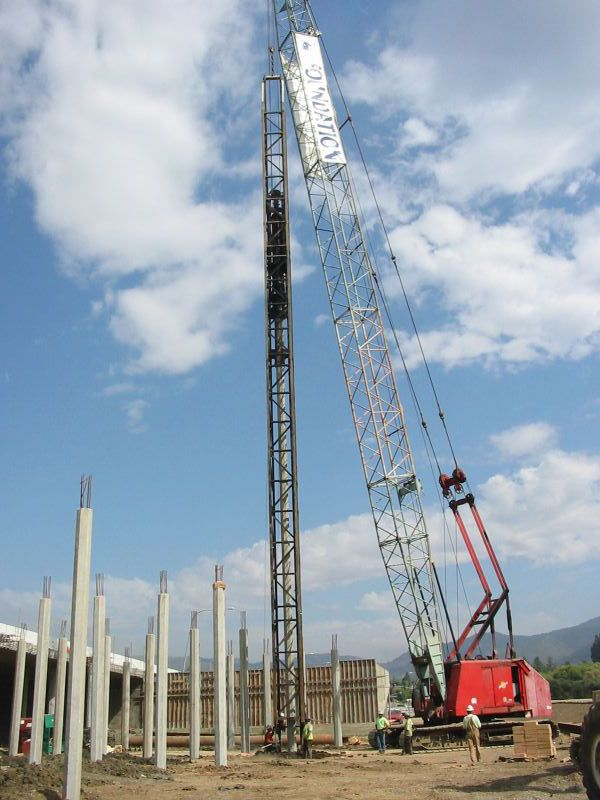
Betonnen heipalen in een paalfundering

Een heipaal is een meestal van hout of gewapend beton gemaakte paal van enige lengte, die in de zachte bodem wordt gedreven, heien genaamd, om het gewicht van een bouwwerk over te brengen op de draagkrachtige laag. Het hout van de Europese lork was hiervoor geschikt.
Heipalen worden toegepast in paalfunderingen als de diepte van de draagkrachtige laag te groot wordt om bijvoorbeeld een fundering op staal of een fundering op putten aan te brengen.
Er zijn vele soorten heipalen qua uitvoering en materiaal: houten, prefab-betonpalen, stalen buispalen en avegaar- of boorpalen.
Een 'stuitpaal' wordt door heien door de slappe bovenlagen gedreven, totdat de punt van de paal op een vaste laag komt te rusten. De diepteligging van deze dragende laag bepaalt de lengte van de palen. Palen kunnen hun draagvermogen ook ontlenen aan 'kleef'. In het werk gestorte palen kunnen worden voorzien van een verzwaarde punt om de draagkracht van de paal te vergroten.
Met een sondeerapparaat wordt de draag- en kleefkracht van de grondlagen bepaald. In de sondeerstaat zijn de resultaten van de sonderingen grafisch weergegeven en kan de constructeur bepalen tot op welke laag geheid moet worden en kan eveneens de paallengte worden bepaald. Verder kan aan de hand van dit diagram worden bepaald hoeveel en waar de palen moeten worden geheid.
Al eeuwen worden er in Nederland houten heipalen gebruikt, die ervoor zorgen dat de gebouwen die erbovenop staan niet verzakken. Amsterdam is een voorbeeld van een stad op palen. Het Paleis op de Dam is in 1648 gebouwd op 13.659 houten heipalen.
De houten heipaal wordt gewoonlijk geleverd in combinatie met een ronde of vierkante betonnen oplanger (betonopzetter). Wanneer de houten palen voldoende ver onder de grondwaterstand worden weggeslagen, kunnen ze voor eeuwen hun functie vervullen.
Een alternatief voor de heipaal is de in de grond gevormde boorpaal.